# Chrysallida emaciata
Chrysallida emaciata is een slakkensoort uit de familie van de Pyramidellidae. De wetenschappelijke naam van de soort is voor het eerst geldig gepubliceerd in 1866 door Brusina.